# George Eyre
Pour les articles homonymes, voir Eyre.
George Eyre, mort le 15 février 1839 à Carlton, est un officier de la Royal Navy qui a atteint le rang d'vice-amiral de l'escadre rouge (Vice-Admiral of the Red).
Il a participé à la guerre d'indépendance des États-Unis, aux guerres de la Révolution française et aux guerres napoléoniennes.

## Distinctions
- Chevalier commandeur de l'Ordre du Bain